# Brinnon
Brinnon az Amerikai Egyesült Államok északnyugati részén, Washington állam Jefferson megyéjében elhelyezkedő statisztikai település. A 2010. évi népszámlálási adatok alapján 797 lakosa van.

## Éghajlat
A település éghajlata mediterrán (a Köppen-skála szerint Csb).
| Hónap                         | Jan.  | Feb.  | Már.  | Ápr. | Máj. | Jún. | Júl. | Aug. | Szep. | Okt. | Nov.  | Dec.  | Év    |
| ----------------------------- | ----- | ----- | ----- | ---- | ---- | ---- | ---- | ---- | ----- | ---- | ----- | ----- | ----- |
| Rekord max. hőmérséklet (°C)  | 21,1  | 21,7  | 26,1  | 31,1 | 33,9 | 36,7 | 38,9 | 37,8 | 37,2  | 28,3 | 23,9  | 17,8  | 38,9  |
| Átlagos max. hőmérséklet (°C) | 7,8   | 10,0  | 12,8  | 16,1 | 19,4 | 22,2 | 25,6 | 25,6 | 22,8  | 16,1 | 10,6  | 6,7   | 16,3  |
| Átlagos min. hőmérséklet (°C) | 0,0   | 0,0   | 1,7   | 3,3  | 6,1  | 8,9  | 10,6 | 10,6 | 7,8   | 4,4  | 1,7   | −0,6  | 4,6   |
| Rekord min. hőmérséklet (°C)  | −17,2 | −15,0 | −11,1 | −6,7 | −3,9 | −1,1 | −1,1 | −1,1 | −10,0 | −7,2 | −15,0 | −18,0 | −18,0 |
| Átl. csapadékmennyiség (mm)   | 188   | 187   | 151   | 97   | 72   | 54   | 33   | 32   | 41    | 105  | 203   | 220   | 1383  |
| Forrás: The Weather Channel   |       |       |       |      |      |      |      |      |       |      |       |       |       |

## Népesség
A település népességének változása:
| Lakosok száma | 803  | 797  | 907  |
|               | 2000 | 2010 | 2020 |